# IHF South and Central American Emerging Nations Championship
Die IHF South and Central American Emerging Nations Championship (deutsch: IHF süd- und zentralamerikanische Meisterschaft aufstrebender Nationen) ist ein Handballwettbewerb für Nationalmannschaften der Männer aus Süd- und Zentralamerika, der von der Internationalen Handballföderation (IHF) organisiert wird. Der Sieger qualifiziert sich für die IHF Emerging Nations Championship. Im Jahr 2018 wurde das Turnier erstmals ausgetragen.

## Turniere
| Jahr | Gastgeber | Gold      | Silber   | Bronze | Teilnehmer |
| ---- | --------- | --------- | -------- | ------ | ---------- |
| 2018 | Kolumbien | Kolumbien | Paraguay | Peru   | 11         |

## Teilnehmer
| Nationalmannschaft  | 2018 | Teilnahmen |
| ------------------- | ---- | ---------- |
| Bolivien            | 10   | 1          |
| Costa Rica          | 5    | 1          |
| Ecuador             | 6    | 1          |
| El Salvador         | 9    | 1          |
| Französisch-Guayana | 7    | 1          |
| Guatemala           | 4    | 1          |
| Honduras            | 8    | 1          |
| Kolumbien           | 1    | 1          |
| Panama              | 11   | 1          |
| Paraguay            | 2    | 1          |
| Peru                | 3    | 1          |
|                     | 11   |            |